# Turtle Island (ö i Bermuda)
Turtle Island är en ö i Bermuda (Storbritannien).   Den ligger i parishen Smith's, i den centrala delen av landet, 7 km öster om huvudstaden Hamilton.